# Composition (Miró, Berne)
Pour les articles homonymes, voir Composition.
Composition est une toile de Joan Miró peinte en 1933 à Barcelone. « ce tableau fait partie de la période la plus souveraine de Miró, d'une force et d'une puissance plastique sans égale »

## Contexte
Réalisée entre mars et juin 1933, ce très grand format a été réalisé d'après les collages que l'artiste avait faits en 1932 sur tout petits formats, exposés à la galerie Pierre Colle rue Cambacérès à Paris. À cette époque, Miró s'est éloigné de ses amis surréalistes. Il a aménagé en Catalogne à Mont-roig et à Barcelone, deux ateliers où il trouve une atmosphère plus favorable à son travail « d'inventaire ».  Il cherche des couleurs sonores, des accords acides et vifs. Ayant accroché ses petits collages au mur, il s'en sert comme des modèles vivants.

## Description
Description de la toile : Le fond de la toile est divisé en 4 zones inégales, approximativement géométriques de couleurs verte, jaune, violet et bleu. Le fond est relativement sombre, les couleurs ne sont pas pures.
Au premier plan, des formes éparses sont peintes avec des couleurs pures : blanche, noire et rouge. Deux zones sont orangées. Deux formes rappellent celle d'un pied ou d'une botte. Une autre forme suggère une main.